# مونيكا شانون
مونيكا شانون (بالإنجليزية: Monica Shannon)‏ هي كاتبة للأطفال وكاتِبة أمريكية، ولدت في 1890 في بيلفي في كندا، وتوفيت في 13 أغسطس 1965 في لوس أنجلوس في الولايات المتحدة.